# 모악로
모악로(Moak-ro)는 전북특별자치도 순창군 순창읍 복실 교차로에서 임실군, 완주군을 거쳐 전주시 완산구 평화동 꽃밭정이사거리를 잇는 전북특별자치도의 도로이다. 도로 명칭은 모악산에서 따왔다.

## 역사
- 2005년 6월 3일 : 완주군 구이면 백여리 ~ 항가리 9.36km 구간을 자동차 전용도로로 지정[1]
- 2009년 1월 12일 : 순창 ~ 운암간 도로(순창군 인계면 도룡리 ~ 완주군 구이면 백여리) 25.005km 구간을 자동차 전용도로로 지정[2]
- 2009년 7월 10일 : 2개 이상 시·군에 걸쳐 있는 도로로 모악로를 고시[3]
- 2010년 9월 17일 : 순창 ~ 운암간 도로 4공구(완주군 구이면 백여리) 1.0km 구간 신설 개통[4]
- 2012년 1월 11일 : 순창 ~ 운암간 도로(순창군 인계면 도룡리 ~ 완주군 구이면 백여리) 24.0km 구간 확장 개통[5] 및 기존 임실군 운암면 마암리 ~ 완주군 구이면 백여리 2.84km 구간 폐지[6]

## 주요 경유지
전북특별자치도
- 순창군 (순창읍 - 인계면) - 임실군 (덕치면 - 강진면 - 운암면) - 완주군 구이면 - 전주시 완산구

## 노선
- (■): 자동차 전용도로 구간

| 이름                                                   | 접속 노선                                                         | 소재지        | 소재지                                                                               | 비고                                                       |
| 옥천로와 직결                                          | 옥천로와 직결                                                     | 옥천로와 직결 | 옥천로와 직결                                                                        | 옥천로와 직결                                              |
| ------------------------------------------------------ | ----------------------------------------------------------------- | ------------- | ------------------------------------------------------------------------------------ | ---------------------------------------------------------- |
| 복실 교차로                                            | 국도 제27호선 (옥천로) 인덕로                                     | 순창군        | 순창읍                                                                               | 국도 제27호선 구간                                         |
| 금복교 양지1교 양지2교                                 |                                                                   | 순창군        | 순창읍                                                                               | 국도 제27호선 구간                                         |
| 양지3교 양지4교                                        |                                                                   | 순창군        | 인계면                                                                               | 국도 제27호선 구간                                         |
| 인계 교차로 (도룡1교)                                  | 국도 제21호선 (인성로)                                            | 순창군        | 인계면                                                                               | 국도 제27호선 구간                                         |
| (이름 없음)                                            | 서남로                                                            | 순창군        | 인계면                                                                               | 국도 제27호선 구간 전주 방면 진출만 가능                   |
| 쌍암1교 쌍암3교                                        |                                                                   | 순창군        | 인계면                                                                               | 국도 제27호선 구간                                         |
| 쌍암 교차로 (쌍암4교)                                  | 안정로                                                            | 순창군        | 인계면                                                                               | 국도 제27호선 구간                                         |
| 외양1교 외양2교                                        |                                                                   | 순창군        | 인계면                                                                               | 국도 제27호선 구간                                         |
| 탑리 교차로                                            | 인덕로                                                            | 순창군        | 인계면                                                                               | 국도 제27호선 구간 순창 방면 진출만 가능                   |
| 암치 교차로                                            | 인덕로                                                            | 임실군        | 덕치면                                                                               | 국도 제27호선 구간 전주 방면 진입만 가능                   |
| 장암 교차로 (신촌교)                                   | 인덕로                                                            | 임실군        | 덕치면                                                                               | 국도 제27호선 구간                                         |
| 일중교                                                 |                                                                   | 임실군        | 덕치면                                                                               | 국도 제27호선 구간                                         |
| 두무터널                                               |                                                                   | 임실군        | 덕치면                                                                               | 국도 제27호선 구간 전주 방면 연장 690m 순창 방면 연장 722m |
| 덕치터널                                               |                                                                   | 임실군        | 덕치면                                                                               | 국도 제27호선 구간 연장 약 95m                             |
| 회문교                                                 |                                                                   | 임실군        | 덕치면                                                                               | 국도 제27호선 구간                                         |
| 덕치 교차로                                            | 인덕로                                                            | 임실군        | 덕치면                                                                               | 국도 제27호선 구간 국도 제30호선과 연결                    |
| 섬진강교                                               |                                                                   | 임실군        | 덕치면                                                                               | 국도 제27호선 구간                                         |
| 섬진강교                                               | 강진면                                                            | 임실군        |                                                                                      | 국도 제27호선 구간                                         |
| 오두목교                                               |                                                                   | 임실군        |                                                                                      | 국도 제27호선 구간                                         |
| 강진필봉터널                                           |                                                                   | 임실군        | 국도 제27호선 구간 연장 540m                                                         |                                                            |
| 필봉 교차로                                            | 강운로 필봉굿길                                                   | 임실군        | 국도 제27호선 구간                                                                   |                                                            |
| 하등교                                                 |                                                                   | 임실군        | 국도 제27호선 구간                                                                   |                                                            |
| 학석 교차로                                            | 강운로 학석1길                                                    | 임실군        | 국도 제27호선 구간                                                                   |                                                            |
| 밤재터널                                               |                                                                   | 임실군        | 국도 제27호선 구간 전주 방면 연장 500m 순창 방면 연장 480m                           |                                                            |
| 밤재터널                                               | 운암면                                                            | 임실군        | 국도 제27호선 구간 전주 방면 연장 500m 순창 방면 연장 480m                           |                                                            |
| 모시울교                                               |                                                                   | 임실군        | 국도 제27호선 구간                                                                   |                                                            |
| 모시울 교차로                                          | 지방도 제717호선 (강운로)                                         | 임실군        | 국도 제27호선 구간 지방도 제717호선 구간                                             |                                                            |
| 신기교 하운암교                                        |                                                                   | 임실군        | 국도 제27호선 구간 지방도 제717호선 구간                                             |                                                            |
| 운암터널                                               |                                                                   | 임실군        | 국도 제27호선 구간 지방도 제717호선 구간 전주 방면 연장 1,105m 순창 방면 연장 1,120m |                                                            |
| 운종 교차로                                            | 지방도 제717호선 (운종길)                                         | 임실군        | 국도 제27호선 구간 지방도 제717호선 구간                                             |                                                            |
| 운암대교                                               |                                                                   | 임실군        | 국도 제27호선 구간                                                                   |                                                            |
| 새터 교차로                                            | 구이로                                                            | 완주군        | 국도 제27호선 구간                                                                   | 구이면                                                     |
| 상용1교                                                |                                                                   | 완주군        | 국도 제27호선 구간                                                                   | 구이면                                                     |
| 상용 교차로 (상용2교)                                  | 국가지원지방도 제49호선 국가지원지방도 제55호선 (정읍완주간 도로) | 완주군        | 국도 제27호선 구간 국가지원지방도 제49, 55호선 구간                                  | 구이면                                                     |
| 백여1교 백여2교 백여3교                                |                                                                   | 완주군        | 국도 제27호선 구간 국가지원지방도 제49, 55호선 구간                                  | 구이면                                                     |
| 백여 교차로                                            | 국가지원지방도 제49호선 국가지원지방도 제55호선 (구이로)          | 완주군        | 국도 제27호선 구간 국가지원지방도 제49, 55호선 구간                                  | 구이면                                                     |
| 대덕 교차로                                            | 지방도 제714호선 (계안로)                                         | 완주군        | 국도 제27호선 구간 전주 방면 진출 불가 순창 방면 진입 불가                           | 구이면                                                     |
| 대덕교                                                 |                                                                   | 완주군        | 국도 제27호선 구간                                                                   | 구이면                                                     |
| 계곡터널                                               |                                                                   | 완주군        | 국도 제27호선 구간 연장 290m                                                         | 구이면                                                     |
| 신기1교 신기2교                                        |                                                                   | 완주군        | 국도 제27호선 구간                                                                   | 구이면                                                     |
| 교동 교차로                                            | 구이로                                                            | 완주군        | 국도 제27호선 구간 전주 방면 진출 불가 순창 방면 진입 불가                           | 구이면                                                     |
| 동성교                                                 |                                                                   | 완주군        | 국도 제27호선 구간                                                                   | 구이면                                                     |
| 항가 교차로 (반월육교)                                 | 항가반월길                                                        | 완주군        | 국도 제27호선 구간                                                                   | 구이면                                                     |
| 무지교                                                 |                                                                   | 완주군        | 국도 제27호선 구간                                                                   | 구이면                                                     |
| 모악 교차로 (모악육교)                                 | 모악산길                                                          | 완주군        | 국도 제27호선 구간                                                                   | 구이면                                                     |
| 모악교                                                 |                                                                   | 완주군        | 국도 제27호선 구간                                                                   | 구이면                                                     |
| 모악터널                                               |                                                                   | 완주군        | 국도 제27호선 구간 연장 325m                                                         | 구이면                                                     |
| 두현2교 원당1교                                        |                                                                   | 완주군        | 국도 제27호선 구간                                                                   | 구이면                                                     |
| 원당 교차로                                            | 국도 제21호선 국도 제27호선 (호남로) 모악산자락길                 | 전주시        | 완산구                                                                               | 국도 제27호선 구간 구이 교차로와 연결                      |
| 삼천교 신평1교 신평2교 평화1교 평화2교 평화3교 평화4교 |                                                                   | 전주시        | 완산구                                                                               |                                                            |
| 꽃밭정이네거리                                         | 장승배기로                                                        | 전주시        | 완산구                                                                               |                                                            |
| 백제대로와 직결                                        |                                                                   |               |                                                                                      |                                                            |